# Литвиненко Микола Миколайович
Мико́ла Микола́йович Литвине́нко (22 травня 1956 р.) — лікар вищої категорії, Заслужений лікар України, директор Комунального підприємства «Кременчуцький обласний клінічний шпиталь для ветеранів війни» Полтавської обласної ради, член Національної спілки журналістів України, Почесний громадянин Кременчука.

## Біографія
Литвиненко Микола Миколайович народився 22 травня 1956 р. м. Кременчуці Полтавської області.
Після закінчення  міської середньої школи № 9 (1971—1975 рр.) навчався на фельдшерському відділені Кременчуцького медичного училища.
У 1977 р. розпочав свою трудову діяльність санітаром Кременчуцької міської станції швидкої медичної допомоги, де після закінчення медучилища до 1978 р. працював фельдшером.
У 1978—1984 рр. навчався на лікувальному факультеті Полтавського медичного стоматологічного інституту. За сумісництвом працював у Полтавській обласній клінічній лікарні.
Закінчивши аспірантуру (фах — терапія), продовжив роботу виїзним лікарем на Кременчуцькій міській станції  швидкої медичної допомоги, де працював з 1985 по 1992 р. Колективом був обраний головним лікарем, обов'язки якого виконував у 1992—1998 рр.
1999 р. призначений начальником Кременчуцького обласного госпіталю для інвалідів війни, де працює і донині (нині Комунальний заклад «Кременчуцький обласний госпіталь для ветеранів війни» Полтавської обласної ради).
Вперше в Україні розробив концепцію, започаткував і запровадив мобільний денний стаціонар, що істотно покращив обслуговування  інвалідів і ветеранів Другої світової війни безпосередньо поруч із місцем проживання, у відділених районах міста, Кременчуцького району, а також навколишніх районів області.
З 2000 р.  ректор народного університету «Здоров'я», програми якого розроблено спільно з міським Центром здоров'я.
У липні 2001 р. Микола Литвиненко спільно з науковцями кафедри «Видавничої справи та редагування» Кременчуцького інституту економіки і нових технологій створив і очолив редакцію міської інформаційно-аналітичної, художньо-публіцистичної газети «Турбота».
У 2005 р. встановлено дружні стосунки з президентом Благодійної громадської організації St. Marien Rheine-Eshendorf (Німеччина) Йозефом Кубереком. Благодійники надали значну допомогу — нове діагностичне обладнання, обладнання харчоблоку, спеціальні ліжка, посуд тощо.
Коли на Сході України розпочалася антитерористична операція, госпіталь створив Центр реабілітації для наших захисників.
Обирався депутатом Крюківської районної ради ХХІІ-ХХІІІ скликань.
У своєму буденному житті Микола Миколайович керується принципом: «Допомогти людям, які цього потребують».

## Нагороди та звання
- орден «За заслуги» ІІІ ступеня (2012);
- медаль Жукова (1998);
- медаль «За громадську мужність» (2005);
- медаль «За вагомий особистий внесок у розвиток Автозаводського району м. Кременчука» (2005);
- медаль «20 років виведення військ з Афганістану» (2009);
- медаль «За заслуги І-го ступеня Української спілки ветеранів Афганістану» (2010)
- медаль «65 років Перемоги у Великій вітчизняній війні 1941—1945 рр.» (2010)
- медаль «За мужність та активну громадську діяльність» (2013);
- медаль «За охорону здоров'я нації» (2013);
- медаль «70 років визволення Кременчука» (2013);
- почесний знак «За заслуги перед містом» (2014);
- відзнака Президента України «За гуманітарну участь в АТО»;
- лауреат Всеукраїнської програми «Національні лідери України»;
- лауреат обласної премії ім. М. Скліфосовського Полтавської обласної ради у номінації «Кращий керівник закладу охорони здоров'я» 2016 р.
- почесне звання «Заслужений лікар України»;
- звання «Почесний громадянин Кременчука» за багаторічну відданість справі служіння людям, небайдуже ставлення до вирішення проблемних питань стану воєнних конфліктів та членів їх родин, особистий внесок у розвиток медичної галузі, зразкове виконання службових обов'язків, уміле керівництво медичним підприємством, активну життєву позицію[2][3]
- орден святого Пантелеймона (27 липня 2024)[4]